# Presa de Mangla
La presa de Mangla (Urdu: منگلا بند) ubicada en el Division de Mirpur, es la sexta presa en tamaño del mundo. Fue construida entre 1961 y 1967 con fondos procedentes del Banco Mundial. El proyecto fue diseñado y supervisado por Binnie & Partners de Londres, y fue construido por Mangla Dam Contractors, un consorcio de ocho firmas de construcción estadounidense, esponsorizada por Guy F. Atkinson Company de San Francisco Sur. Los contratistas de la presa de Mangla emplearon a pakistaníes, estadounidenses, británicos, canadienses, alemanes e irlandeses.
Como parte del Tratado de las Aguas del Indo firmado en el año 1960, la India obtuvo derecho a las aguas de los ríos Ravi, Sutlej y Beas, mientras que Pakistán, además de las aguas de esos tres ríos dentro de Pakistán y algunas compensaciones monetarias, recibió los derechos a desarrollar las cuencas de los ríos Jhelum, Chenab e Indo a través de la construcción del Proyecto de la Cuenca del Indo. Hasta 1967, todo el sistema de irrigación de Pakistán dependía totalmente de los caudales sin regular del Indo y sus principales afluentes. El rendimiento agrícola era muy bajo por una serie de razones, siendo la más importante la falta de agua durante períodos de crecimiento críticos. Este problema derivaba de las variaciones estacionales en el caudal del río debido a los monzones y la ausencias de embalses de almacenamiento para conservar las vastas cantidades de agua sobrante durante aquellos períodos de grandes descargas del río.